# Klaseman (Gending)
Klaseman is een bestuurslaag in het regentschap Probolinggo van de provincie Oost-Java, Indonesië. Klaseman telt 2300 inwoners (volkstelling 2010).